# Cratojoppa ornaticeps
Cratojoppa ornaticeps là một loài tò vò trong họ Ichneumonidae.